# 潮站
35°00′56″N 132°37′56″E / 35.0156083°N 132.6323111°E

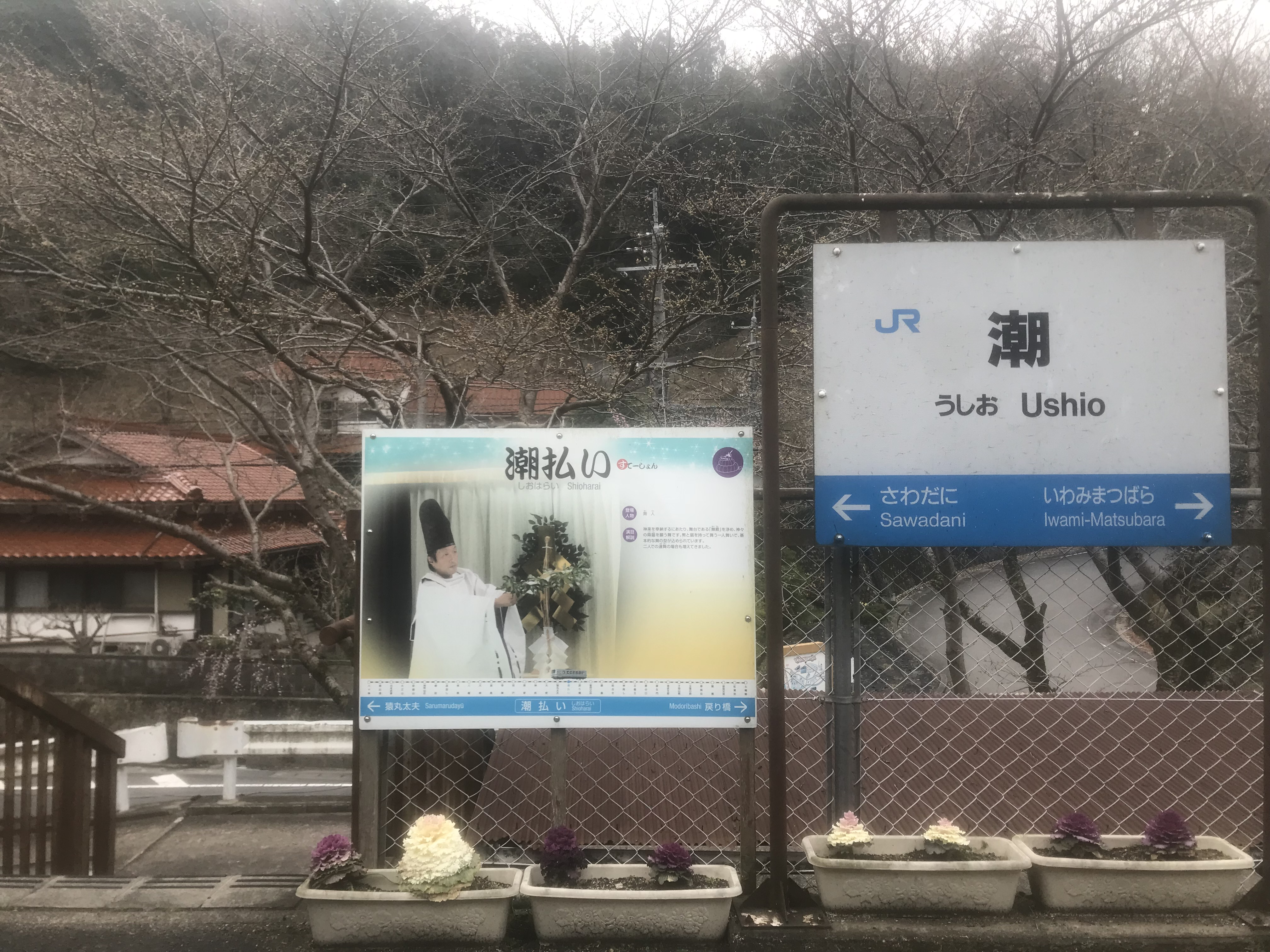
站名牌

潮站（日语：／ Ushio eki */?）曾是位於島根縣邑智郡美鄉町潮村，屬於西日本旅客鐵道（JR西日本）三江線的鐵路車站。

## 歷史
- 1975年（昭和50年）8月31日正式開業。
- 1987年（昭和62年）4月1日因國鐵分割民營化交由西日本旅客鐵道營運。
- 2018年（平成30年）4月1日與三江線廢線同時關閉。

## 結構

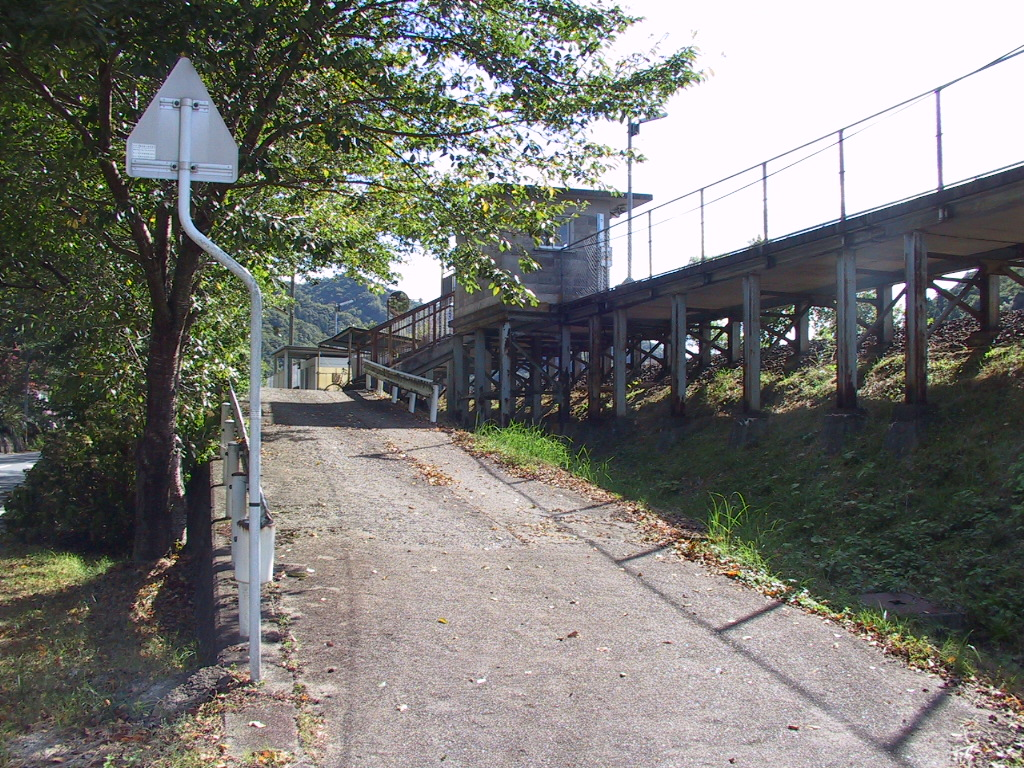
潮站入口(2010年8月28日)

該站是一個在往三次方向的左邊設有1面1綫的月台的地面車站（停留所）。這個無人站的月臺上設有等候室（由濱田鐵路部管理），但沒有自動販賣機等設備。

## 周邊
該站旁邊有江之川。
- 潮溫泉（日语：潮温泉）
- 中國電力潮發電所（日语：来島ダム）

## 使用情況
該站2014年度一日平均乘車人次不足一人。另外於2004年度平均人次為七人，1994年度為十一人，而1984年度則為十六人。
近年來平均每天乘車人次如下。
| 乘車人次推移 | 乘車人次推移     |
| 年度         | 一日平均乘車人次 |
| ------------ | ---------------- |
| 1999         | 7                |
| 2000         | 4                |
| 2001         | 6                |
| 2002         | 6                |
| 2003         | 7                |
| 2004         | 7                |
| 2005         | 5                |
| 2006         | 6                |
| 2007         | 3                |
| 2008         | 3                |
| 2009         | 1                |
| 2010         | 1                |
| 2011         | 1                |
| 2012         | 1                |
| 2013         | 1                |
| 2014         | 0                |

## 相鄰車站
西日本旅客鐵道
 三江線
澤谷－潮－石見松原

## 相關項目
- 日本鐵路車站列表

## 外部鏈結
- ぶらり三江線WEB：潮 - 三江線改良利用促進期成同盟会・三江線活性化協議会。
- 大阪からの鉄道旅行・や・で 駅レポート（潮駅） （页面存档备份，存于）